# 莺丸
鶯丸（日语：／），是日本平安時代刀匠─友成所作的太刀，也是友成的作品中刻有刀銘的最古之作，刀身具有大幅度彎曲的刀反，直刃帶有小亂刃的刀紋，顯現出古備前的風格。

## 歷史與名稱由來
鶯丸的刀號由來早已不得而知，但至少在室町時代便已有「鶯丸」（鶯太刀）之名。1440年爆發的結城合戰結束後，小笠原政康在此戰中平亂有功，室町幕府第六代將軍足利義教因此下賜一把附上感狀的鶯丸，鶯丸因此而傳至小笠原家。

## 現狀
在小笠原家後，流傳至個人藏品，直到明治時代(1908年)被進獻給明治天皇，成為皇室收藏品，根據文化廳文化遺產數據庫顯示，目前被宮内廳保管中。

## 備注
1. ↑  文化廳文化遺產數據庫 （页面存档备份，存于） （日語）